# Särkinen
Särkinen är en sjö i Finland. Den ligger i kommunen Kuhmo i landskapet Kajanaland, i den östra delen av landet, 500 km nordost om huvudstaden Helsingfors. Särkinen ligger 234 meter över havet. Den ligger vid sjön Viiksimonjärvi. I omgivningarna runt Särkinen växer i huvudsak barrskog. Den är 4,69 meter djup. Arean är 47,7 hektar och strandlinjen är 3,89 kilometer lång. Sjön  ingår i Uleälvens huvudavrinningsområde. 